# Claes Borgström
Claes Borgström (Stoccolma, 21 luglio 1944 – Stoccolma, 15 maggio 2020) è stato un politico, avvocato e attivista svedese.

## Biografia
Borgström si laureò in giurisprudenza presso l'Università di Stoccolma nel 1974. Successivamente svolse la professione legale, lavorando anche su diversi casi penali di spicco.
Nel 2000, iscritto già da tempo al Partito Socialdemocratico dei Lavoratori di Svezia, Borgström servì il governo come difensore civico per l'uguaglianza. Dopo la sconfitta dei socialdemocratici nel 2006, rassegnò le dimissioni.
Nel 2008 divenne portavoce del Partito socialdemocratico svedese sulla parità di genere. Secondo lui tutti i maschi avevano una responsabilità collettiva in fatto di violenza contro le donne, e per questo sostenne l'iniziativa "Tax on Men" di Gudrun Schyman.
Nel 2013, non riconoscendosi più nel suo partito, a suo dire spostatosi su posizioni di centro-destra, passò al Partito della Sinistra (Svezia).
Borgström è morto nel maggio del 2020 all'età di 75 anni, per complicazioni da COVID-19.